# Tragopan melanocephalus
Il tragopano occidentale, tragopano cornuto o tragopano di Hasting (Tragopan melanocephalus (J. E. Gray, 1829)) è un uccello galliforme della famiglia dei Fasianidi.

## Descrizione

### Dimensioni
Il maschio misura 68-73 cm di lunghezza; la femmina 60 cm.

### Aspetto
Il maschio ha un cappuccio nero, una cresta rossa ripiegata sulla nuca e un'area di pelle nuda rossa che ricopre la faccia. Il becco è nero con l'estremità color corno e le guance sono di colore blu-verde. Due piccoli cornetti blu incorniciano il vertice nero. Le regioni superiori, così come le ali e le remiganti terziarie, sono finemente ricoperte da vermicolature di colore camoscio-grigio e nero, con grandi ocelli bianchi rotondi dal contorno nero. Il collo è rosso. La coda è macchiata di camoscio e di nero, con delle bande irregolari nere alla sua estremità. La gola nuda è di colore blu scuro e si prolunga in una sorta di «bavaglio» rosso brillante che ricopre la parte alta del petto. Il resto delle regioni inferiori è nero, tappezzato da tutta una serie di ocelli irregolari bianchi macchiati di rosso. I fianchi e l'addome sono vermicolati di grigio e di marrone scuro. Tra il maschio e la femmina vi è un dimorfismo sessuale molto marcato. Quest'ultima presenta un piumaggio generale grigio molto più scialbo di quello del maschio. Il dorso è marrone-grigio e la testa e il collo sono leggermente tinti di rosso. La regione inferiore è vermicolata di grigio e di marrone scuro con delle macchie di colore fulvo sulla gola.

## Biologia
Non è una specie molto gregaria. Per la maggior parte del tempo, questo uccello si raggruppa in coppie isolate in primavera e in piccoli gruppi in inverno. Durante la stagione invernale, quando si aggira in cerca di cibo, non è raro rinvenire esemplari all'interno di piccoli gruppi misti comprendenti koklas, lofofori splendenti, fagiani neri o anche fagiani di Wallich.

### Alimentazione
È prevalentemente vegetariano. Il suo menu è costituito principalmente da foglie d'albero e da germogli di bambù, ma si nutre anche di radici, di fiori, di semi, di ghiande, di bacche, di gemme e di bulbi. La sua dieta è completata da piccoli invertebrati come larve di insetti e coleotteri.

### Riproduzione
La stagione riproduttiva si estende da aprile a giugno, mentre la deposizione delle uova di per sé ha luogo verso la metà di maggio. Il nido è una costruzione rudimentale situata a terra, sotto la copertura di un cespuglio o di una roccia, o dentro un albero. In rare occasioni può essere situato su un ramo ad una altezza elevata. Spesso viene utilizzato il nido abbandonato di un'altra specie. Ma in generale il tragopano occidentale nidifica più frequentemente a terra rispetto alle altre specie di tragopano. Ogni covata è costituita in media da 3 a 6 uova. Il maschio è monogamo e partecipa all'incubazione, che dura circa tre settimane.

## Distribuzione e habitat
Il tragopano occidentale occupa un areale limitato alle province settentrionali del Pakistan e dell'India (Kashmir, Himachal Pradesh, Gahrwal e Uttar Pradesh). È una specie tipica della montagna himalayana. Frequenta altitudini elevate: 1750-2500 m in inverno, 2500-3600 m in estate. Questo uccello preferisce i versanti esposti a nord in primavera e a sud in inverno. La scelta di versanti esposti a sud in inverno è correlata ad una copertura nivale meno spessa, che rende più facile la ricerca di cibo durante questi tempi difficili. In primavera frequenta le gravine esposte al sole a partire dalle 10-11 del mattino. Queste gravine sono ricoperte da una vegetazione boschiva favorevole ad una buona nidificazione.